# Валлийский народный костюм

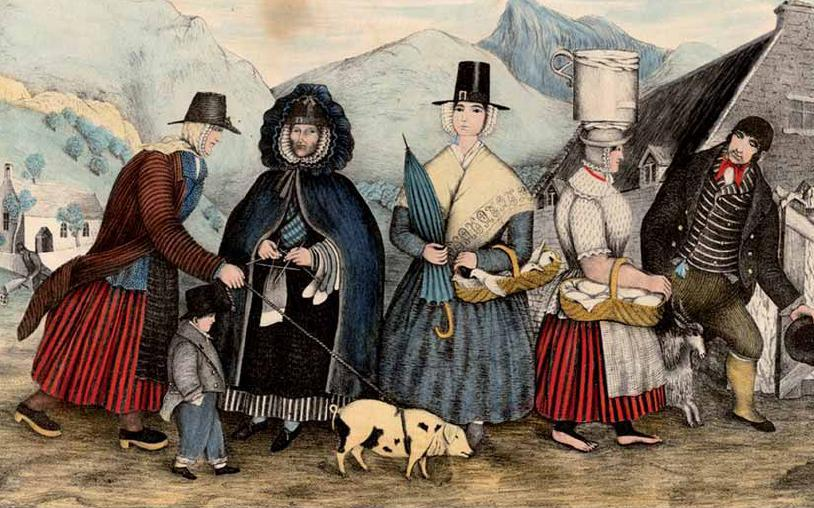
Валлийские крестьяне, собирающиеся на базар, гравюра по рисунку Р. Гриффитса (R. Griffiths), 1851 г.

Валлийский народный костюм (англ. Welsh traditional clothing, welsh folk costume, валл. Gwisg Gymreig draddodiadol) — комплекс одежды, исторически бытовавший среди валлийцев (уэльсцев), являющийся отражением традиционной валлийской культуры и репрезентацией валлийского народа. Внешне он напоминает народную одежду других народов Великобритании: англичан и особенно ирландцев, однако имеет и некоторые специфические черты.
К середине XX века традиционная валлийская одежда вышла из употребления, однако и сегодня она надевается по праздникам (например, на день святого Давида и эйстедводы) и является неотъемлемым атрибутом участников ансамблей валлийской народной музыки.

## История изучения
Популяризации валлийской народной одежды, её кодификации в качестве национального костюма, поспособствовала деятельность баронессы Августы Холл, она же леди Ллановер. Как и в случае с другими европейскими народами, оформление валлийской национальной культуры, включая национальный костюм, происходило на фоне романтического национализма, и именно леди Ллановер возглавила местный извод «кельтского возрождения». Леди Ллановер тщательно изучала валлийскую народную одежду, в частности, делала зарисовки, а в 1834 году она одержала победу на проходившем в Кардиффе королевском эйстеводе, выступив со своим эссе на тему валлийской народной одежды. Целью её было в том числе и убеждение валлиек в преимуществе твидовой одежды, а не изготовленной из хлопковых и ситцевых тканей; кроме того, она прекрасно поннимала, что популяризация народного костюма будет способствовать развитию в Уэльсе шерстяной промышленности. Впрочем, активное изучение касалось женской одежды, внимания мужской леди Ллановер не уделяла.

## Ткани
В народном костюме используются преимущественно шерстяные ткани, в старину они были домоткаными.
Из орнаментики в одежде преобладают клетчатые узоры. В старину использовались природные красители местного происхождения, что, в частности, отражалось и на определённой цветовой гамме в зависимости от места (см. ниже). В общем и целом цветовая гамма валлийского костюма тёмная — преобладают чёрного, серый, коричневый, красный и иногда синий цвета.

## Мужская одежда
В целом структурно мужская одежда валлийцев была схожей с народной одеждой англичан. По праздникам в XIX веке мужчины носили светлую рубаху с отложным воротником, кожаные или суконные штаны, собранные в сборки ниже колен, жилет в продольную полоску, яркий галстук (шейный платок) и длинный сюртук из серо-голубой домотканины. Праздничным головным убором служила касторовая шляпа.
Периодически предпринимаются попытки внедрить в качестве элемента мужского национального костюма килт шотландского происхождения, на самом деле у валлийцев никогда не бывший известным.

## Женская одежда

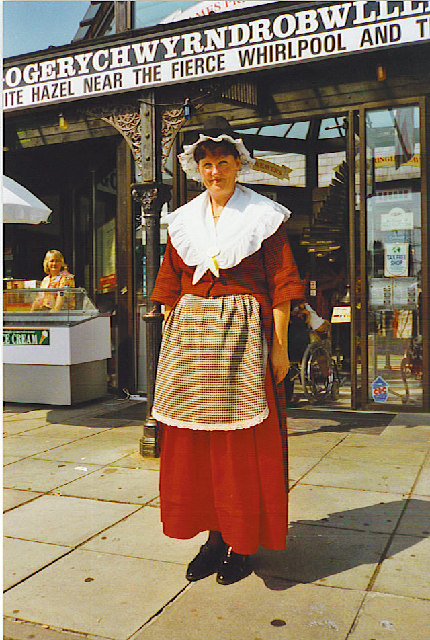
Женщина в валлийском народном костюме из всемирно известной деревни Лланвайр-Пуллгуингилл, 1999 г.

Именно женская одежда обладает большинством черт, выделяющих валлийский народный костюм, и потому прежде всего с ним ассоциируется именно она. Уже в XVIII—XIX веках многие путешественники писали, что одежда селянок-валлиек разительно отличается от таковой у англичанок.
Женский костюм XIX века, помимо рубахи, состоял из тёмной кофты (англ. bedgown, валл. betgwn, диал. валл. becon), зауженной в талию и с длинными рукавами и баской, двух юбок (валл. pais): верхней (из гладкой шерстяной ткани) и нижней (из шерстяной фланели в вертикальную полоску) и светлого клетчатого фартука (в современном костюме он чаще всего в поперечную полоску; в старину по бокам и подолу мог присутствовать узор), на плечи накидывали шерстяную шаль (чаще всего светлых цветов, например, белого), закалывавшуюся посередине и могшую затыкаться за вырез кофты. Валлийки нередко закалывали край верхней юбки у талии таким образом, чтобы виднелась нижняя. По некоторым утверждениям, рубахи валлийки не носили, поскольку многие жители Уэльма были слишком бедны, чтобы позволить себе льняную или хлопковую одежду (именно из этих тканей изготовлялись рубахи), однако достоверных подтверждений этому нет (тем более, что по всей Европе крестьяне выращивали лён и изготовляли из него домотканое полотно). Что касается валлийской кофты, то этот предмет — старинного происхождения, восходящий к популярному в тюдоровские времена женскому платью распашного покроя с прямым разрезом спереди. У кофты могут быть фалды сзади, чья длина различалась в зависимости от места (если они были длинные, то во время работы их для удобства закалывали края на талии или же закрепляли на пуговицах там же), различается и длина рукавов: они могут быть как и длинные, до запястий, так и короткие, до локтей. Во втором случае краю рукавов могли пришиваться кружева или ленты. Вырез у кофты глубокий, и, как корсаж, может зашнуровываться или застёгиваться на пуговицы. На шею повязывался плат, также затыкавшийся под кофту. Те, кто мог позволить себе льняную или хлопковую нижнюю юбку, помимо фланелевой, носили и её. Полосы часто были красными, считалось, что этот цвет защищает, в зависимости от местности, от нечистой силы или от ревматизма. Нижние юбки могли держаться на своего рода пояске, застёгивавшимся на одну-две пуговицы. В холодную погоду, а также для того, чтобы пощеголять, женщины надевали нарукавники, доходившие от локтя до запястий, изготовлявшиеся из контрастных тканей цвета, отличного; и завязывавшиеся на локтях шнурками. К нарядным нарукавникам могли пришиваться кружева. Передник повязывался сзади поверх кофты. Верхней одеждой служили долгополые плащи с капюшоном-башлыком. До 1860-х годов преобладали плащи преимущественно синего цвета, после — красного.

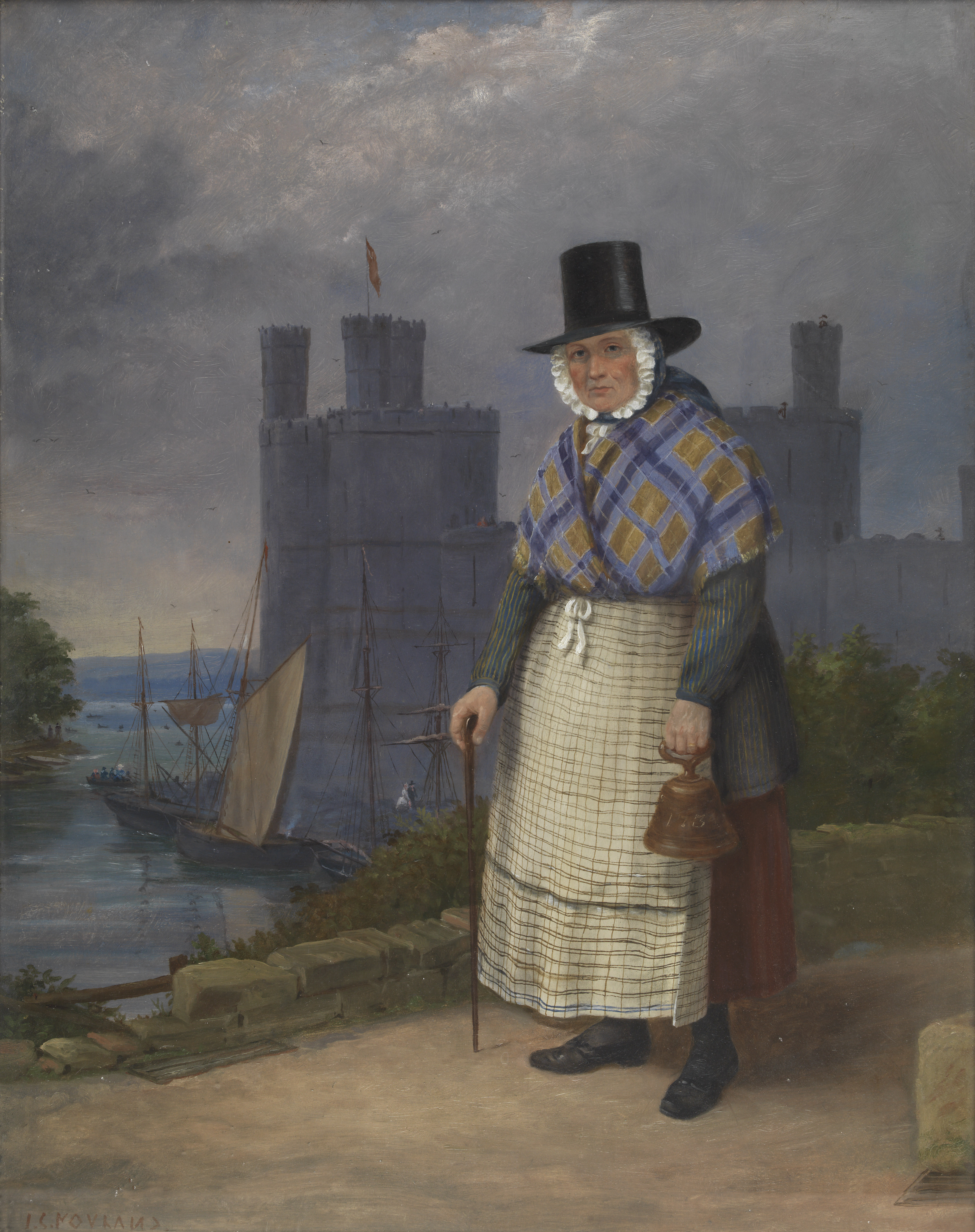
Звонарка из Карнарвона в народном костюме, картина Роуленд, Джон, 1870-е гг.

Первоначально шали были домашнего изготовления, но уже с середины XIX века шали были преимущественно фабричного производства. Из шалей особым шиком считались кашемировые, в особенности с орнаментом «индийский огурец»; ввиду того, что были исключительно привозными. Кашемировые шали, носившиеся валлийками, были больше по площади, чем обычные. Бытовала такая разновидность шали, как т. н. «шаль для кормления» (валл. siol fagu, англ. nursing shawl) — большой плат из шерсти белого или кремового цвета с бахромой со всех сторон, в которой по валлийскому обычаю носили ребёнка, оставляя руки свободными, при этом шаль оборачивалась вокруг талии (существуют также фотографии, на которых с такой шалью запечатлены и мужчины — отцы и дедушки носимых детей). Впрочем, когда младенец набирал в весе, то мать, всё ещё держа его в шали, придерживала его одной из рук, оставляя другую свободной. До массового распространения шалей в этих же целях использовался большой отрез ткани, обёрнутый вокруг туловища. Такая шаль широко использовалась не только крестьянами, но и шахтёрами, и активно употреблялась вплоть до середины XX века, ориентировочно 1950-х годов (хотя примерно такую же функцию несут и современные слинги).
Самой узнаваемой чертой валлийского женского костюма являются женские головные уборы. Самым распространённым был чепец, носившийся дома, он был белого цвета и простого кроя, украшался оборками и кружевом по краям и завязывался под подбородком. Девушки часто украшали свои чепцы яркими букетиками из искусственных цветов. Однако выходя на улицу, поверх чепца валлийки надевали шляпы. Как и мужские, женские также были касторовыми, но в отличие от мужской, женские были с высокой тульей и довольно большими полями (в то время как мужские шляпы были намного ниже и более широкополые), из-за чего они отдалённо напоминали цилиндр. С плащом капюшон набрасывался и на шляпу.
Присутствовали незначительные региональные различия, в частности, в зависимости от местности различался фасон шляп. Различия заключались и в цветовой гамме, например, ближе к морскому побережью в одежде был более распространён красный цвет (ввиду того, что красный краситель традиционно добывался из моллюсков). Самым известным региональным вариантом является костюм из Кардиганшира, в частности, именно его чаще всего носят участницы фольклорных ансамблей. Для него характерна фланелевая кофта в поперечную чёрно-красную полоску с длинными фалдами (до подола юбки, в этом варианте фалды самые длинные) и шляпа с высокой, сужающейся кверху тульей в виде усечённого конуса. Женский костюм острова Англси характеризуется кофтой пастельных цветов (чаще всего жёлтого) из хлопкового коленкора, с короткой баской, и отложным воротом круглой или квадратной формы (круглые вороты могли украшаться оборками, в отличие от квадратных); помимо красной и (при наличии) хлопковой/льняной нижней юбки поверх носили и нижнюю юбку разных цветов, чаще всего сдержанных; фартуки были прежде всего в поперечную полоску (иногда и клетчатыми или чисто белыми), а помимо касторовых шляп (здесь тулья была более цилиндрической формы), женщины также носили и соломенные, с низкой округлой тульей. Рукава кофты могли различаться по длине, и притом кофты с длинными рукавами могли носиться поверх кофт с короткими. Также, помимо кофты, могли носить и платье (валл. gwn o stwf cartra) с длинными рукавами с манжетами, высоким вырезом и разрезом спереди на пуговицы, изготавливавшейся из домотканины, прежде всего из материи, представлявшей собой смесь льна и шерсти. Такие платья были известны и в других местах северного Уэльса.
Образ женского валлийского костюма активно используется и в наше время, например, в сфере туризма. В частности, его изображают на сувенирной продукции, вроде открыток и декоративной посуды, а также изготовляют куклы в виде валлиек в народном костюме.

## Обувь
И мужчины, и женщины в XIX веке носили на ногах открытые туфли с большими квадратными металлическими пряжками. Были известны и калоши с деревянной подошвой и кожаным верхом (у англичан они носили название «клоги» (англ. clogs)). В тёплую погоду валлийки могли ходить босиком. Иногда носили чулки с открытой подошвой, но с петелькой, вдевавшейся в большой палец ноги, что позволяло удерживать их.